# Sylvia Ulrich
Sylvia Ulrich (* 1943 in München) ist eine deutsche Drehbuchautorin und Schauspielerin. Die meiste Zeit des Jahres lebt sie in der Toskana. 

## Filmografie als Drehbuchautorin
- 1980 So geht’s auch (Fernsehserie)
- 1984 Auf einem langen Weg (Fernsehserie)
- 1986 Tür an Tür (Fernsehfilm)
- 1987 Jacob hinter der blauen Tür
- 1988 Ein Fall für zwei (Fernsehserie, Folge Tödliche Versöhnung)
- 1989 Das Nest (Fernsehserie)
- 1990 Heidi und Erni (Fernsehserie, 12 Folgen)
- 1990 Ein Haus in der Toscana (Fernsehserie)
- 1997 Ein Vater unter Verdacht (Fernsehfilm)
- 1997 Die Feuerengel (Fernsehserie, 3 Folgen)
- 2001 Sommer und Bolten: Gute Ärzte, keine Engel (Fernsehserie)